# 쿠르트 프리케
쿠르트 프리케(Kurt Fricke: 1889년 11월 8일 – 1945년 5월 2일)는 독일의 해군 군인이다. 제2차 세계 대전 당시 전쟁해군에서 최종계급 제독(3성장군)까지 복무했다. 기사십자 철십자장 수훈자이다.
| 전임 제독 오토 슈니빈트 | 제3대 해전지휘부 참모장 1941년 6월 11일 – 1943년 2월 20일 | 후임 제독 빌헬름 마이젤 |